# RATP-Baureihe MF 01
Der MF 01 ist ein Fahrzeugtyp für die Pariser Métro, der von 2006 bis 2017 an den staatlichen französischen Verkehrsbetrieb RATP geliefert wurde. Es handelt sich um fünfteilige elektrische U-Bahn-Züge, die von 2008 bis 2011 auf der Linie 2 (Porte Dauphine–Nation), von 2011 bis 2013 auf der Linie 5 (Bobigny–Place d’Italie) und zwischen 2013 und 2017 auf der Linie 9 (Pont de Sèvres–Mairie de Montreuil) sukzessive die bislang dort verkehrenden Fahrzeuge ersetzten. Das „M“ steht für matériel (roulant) (= rollendes Material), „F“ für fer (= Eisen; im Gegensatz zu „P“ = pneu / Reifen) und die Zahl für das Jahr der Erstbestellung.
Die MF 01 sollten das Vorgängermodell MF 67 aus den Jahren 1967 bis 1978 ablösen und damit zu einer Senkung von Betriebs- und Wartungskosten beitragen. Für den Ersatz der im Jahr 2020 noch auf vier Linien verkehrenden MF 67 wurde aber mittlerweile die Nachfolgebauart MF 19 entwickelt.

## Konzeption

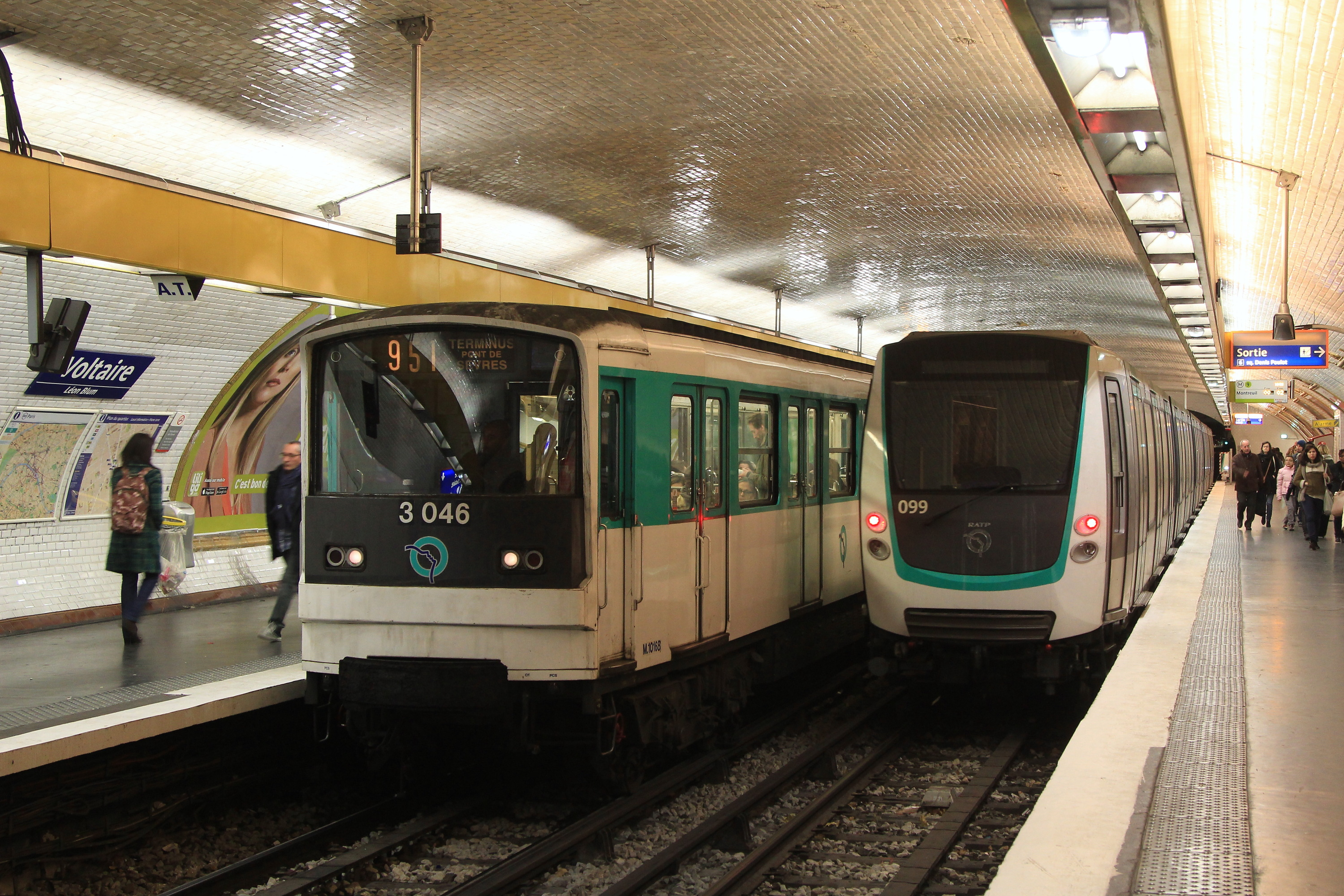
Ein Zug des Typs MF 01 begegnet im Januar 2014 in der Station Voltaire einer Einheit des zur Ausmusterung anstehenden Typs MF 67

Im Februar 1998 veröffentlichte die RATP eine europaweite Ausschreibung für neue U-Bahn-Triebwageneinheiten, die als Ersatz für die älteren, zu diesem Zeitpunkt rund 30 Jahre alten MF-67-Züge vorgesehen war.
Am 12. Juli 2001, nach mehr als einem Jahr Verhandlungen mit 34 sich an der Ausschreibung beteiligenden Unternehmen, wurde der Zuschlag für die Entwicklung eines Vorserienzuges und die Lieferung von 800 Serienwagen in 161 Zugverbänden einem Konsortium aus Alstom, Bombardier, Areva TA und Ansaldo STS France erteilt.
Am 9. Februar 2011 beschloss das Syndicat des Transports d’Île-de-France (STIF), neue Fahrzeuge für die Linie 9 zu beschaffen, indem eine optionale Tranche für den von der RATP geschlossenen Vertrag für eine Obergrenze von 330 Millionen Euro gezogen wurde. Gemäß der Rahmenvereinbarung musste die Lieferung von Mai 2013 bis August 2016 erfolgen, unmittelbar im Anschluss an die Lieferung der Züge für die Linie 5.
Am 11. Dezember 2013 bat das STIF die RATP, einen Entwurf für den Erwerb von 12 zusätzlichen Einheiten für die Linien 2, 5 und 9 vorzulegen, wobei STIF fünfzig Prozent der Investition tragen würde. Der Auftrag an das Konsortium der Hersteller wurde im Oktober 2012 erteilt und sieht die Lieferung von zwei zusätzlichen Zügen für die Linie 2, zwei zusätzlichen Zügen für die Linie 5 und acht Zügen für die Linie 9 zwischen Oktober 2016 und Juni 2017 vor.

## Konstruktion
Zum ersten Mal in der Geschichte der RATP wurde der Auftrag für die Komponenten der Metrozüge nicht mehr zentral an ein Unternehmen vergeben, sondern entsprechend den europäischen Vorgaben für Ausschreibungen auf mehrere Tranchen verteilt. Für die einzelnen Komponenten zeichneten die Unternehmen wie folgt verantwortlich:
- Areva TA: Sicherheitssysteme
- Bombardier: Fahrwerk, Drehgestelle, Führerstände
- Alstom: Elektrische Ausrüstung, Antrieb, Bremse und Endmontage der Wagen
- Ansaldo STS: Fahrautomatik, automatische Türöffnung und -schließung
- CETAM Automatismes: Verkabelung, Kabelführung

Die Wagen sind mit Faltenbälgen untereinander verbunden und ermöglichen so den freien Durchgang zwischen den Wagen, der in den älteren Triebwagen der Métro nicht möglich ist. Die Sitzanordnung weist sowohl Quer- als auch Längssitze auf.
Ein besonderes Merkmal der Züge ist die energiesparende Antriebstechnik, die bis zu 30 Prozent der elektrischen Energie einsparen kann, da sie einerseits mit einer elektrischen Rekuperationsbremse ausgestattet sind und, da die Höchstgeschwindigkeit der Métrostrecken nicht über 70 km/h liegt, die Antriebsmotoren entsprechend dimensioniert sind.

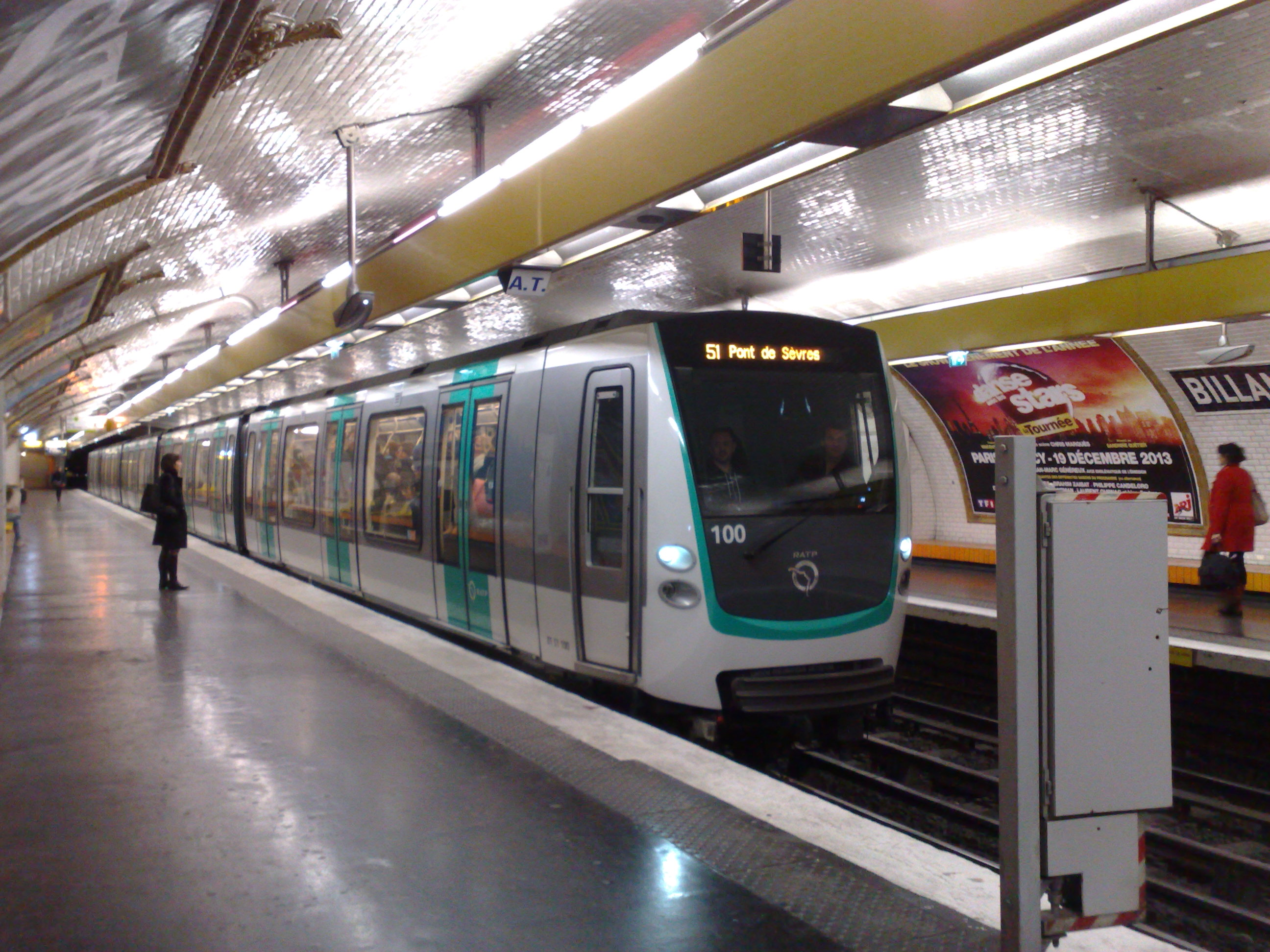
Einheit 100 im Farbschema der STIF/RATP in der Station Billancourt

Die Fahrzeuge der Linien 2 und 5 verkehren im Farbschema der RATP, wobei der obere und untere Wagenkastenrand jeweils weiß und das Fensterband mit einem großen jadegrünen Längsstreifen hinterlegt ist, während die auf der Linie 9 eingesetzten Züge die abweichende Lackierung der STIF/RATP in silbergrau tragen, bei der der Bereich unterhalb der Seitenfenster weiß abgesetzt ist und das Jadegrün nur als Akzentfarbe im Bereich der Fahrgasttüren und in Form eines schmalen Streifen um das Führerstandsfenster auftaucht.

## Inbetriebnahme
Der Vorserienzug MF 01-001, dessen Endfertigung im Alstom-Werk Valenciennes und im Bombardier-Werk Crespin erfolgte, wurde am 17. Juni 2005 in Anwesenheit von Anne-Marie Idrac, damals Präsidentin der RATP, der Presse vorgestellt. Die Auslieferung des Zuges an die RATP erfolgte im Januar 2006. Im Verlauf des Jahres 2006 wurden Testfahrten im Netz unternommen, bevor 001 am 22. Januar 2007 in die öffentliche Testphase auf der Linie 2 überging. Hier wurde er zunächst im manuellen Betrieb eingesetzt, da das teilautomatisierte Fahren zusätzliche spezifische Zertifizierungen erfordert.
Die Auslieferung des Prototyps und der Serienzüge der ursprünglichen Bestellung erfolgte nach folgendem Zeitplan:
- 45 Züge (001 bis 045) für Linie 2 von Januar 2006 bis Mai 2013
- 50 Züge (046 bis 095) für Linie 5 von Mai 2010 bis Mai 2013
- 66 Züge (096 bis 161) für Linie 9 von Mai 2013 bis Oktober 2016

Unmittelbar im Anschluss folgte zwischen Oktober 2016 und Juni 2017 die Auslieferung der durch STIF und RATP gezogenen Option: Die Linie 9 war die erste, welche ihre acht zusätzlichen Züge (162 bis 169) unmittelbar im Anschluss an die Auslieferung der 66 Züge der ursprünglichen Bestellung erhielt, gefolgt von den Auslieferungen der zusätzlichen Einheiten 170 und 171 für Linie 5 und 172 und 173 für Linie 2.
Im Juni 2013 wurde der Vorserienzug an das Werk Valenciennes zurückgeschickt, um ihn entsprechend den anderen im Umlauf befindlichen Serienzügen des Typs MF 01 anzupassen. Nach der Rückkehr in das RATP-Netz im August 2014 erhielt dieser Zug eine Neulackierung im Farbschema der STIF/RATP in Weiß, Silbergrau und Jadegrün. Anschließend wurde er dem Fuhrpark der Linie 9 zugeordnet. Die Linie 2 erhielt später zum Ausgleich zwei Neufahrzeuge.
Die Inbetriebnahme des ersten Serienzuges 002 fand am 6. Mai 2008 statt. Rund neun Jahre und zwei Monate später ging am 10. Juli 2017 mit Einheit 171 der letzte Zug der Serie MF 01 in den Fahrgastbetrieb.